# ریچارد ولین
ریچارد ولین (به انگلیسی: Richard wolin) استاد تاریخ و علوم سیاسی دانشگاه سیتی در دانشگاه نیویورک است. او لیسانس خود را در کالج رید، کارشناسی ارشد و دکتری خود را در دانشگاه یورک گرفته‌است. را در او تا بحال آثار متعددی از قبیل والتر بنیامین: زیبایی‌شناسی رستگاری، سیاست بودن: اندیشه سیاسی مارتین هایدگر، مناظره هایدگری: یک خوانش هایدگری، کارل لویت، مارتین هایدگر ونیهلیسم اروپایی، بادهایی از شرق: روشنفکران فرانسوی و… را به رشته تحریر درآورده است.
ریچارد ولین[۱] (۱۹۶۱-اکنون) ازجمله منتقدان سرسخت حضور روشنفکران در سیاست است که آثار انتقادی‌اش طیف وسیعی از نویسندگان و متفکران غربی، از نیچه و هایدگر گرفته تا پست‌مدرن‌هایی چون میشل فوکو و ژاک دریدا را در بر می‌گیرد. نقدهای او به نقش چشمگیر نظریات متفکران و فیلسوفان در شکل‌بخشی به جنبش‌های سیاسی-اجتماعی جدید می‌پردازد و سهم عظیم تفکر آنان را در دامن زدن به حکومت‌های اقتدارگرای مدرن به خصوص فاشیسم -که به اعتقاد وی خطرش همچنان انسانیت را تهدید می‌کند- مورد واکاوی قرار می‌دهد؛ ولین معتقد است وجود اندیشه‌های این متفکران به‌خودی‌خود تهدیدی علیه بشریت و زندگی عقلانی اوست. تفکرات افرادی همچون نیچه و هایدگر سرنوشتی جز این نداشتند که در ایدئولوژی نازیسم مستحیل شوند و لاجرم به کشتار انسان‌ها ختم می‌شدند، حتی اگر خود از دیدن این وقایع حیرت‌زده می‌ماندند.
راحت است فکر کنیم (مانند برخی) که فاشیسم پدیده‌ای ضدفکری بود که تنها برای جانیان و قاتلان جذاب بود؛ اما امروز ما بهتر می‌دانیم که بسیاری از پیشروان فکری اروپا، جارزنندگان ارابه سیاسی‌ای بودند که حامل فاشیسم بود، بااین‌وجود، در پی جنگ بزرگ و رکود ۱۹۲۹، اعتبار دموکراسی عمق بیشتری یافت. اگر تعداد فیلسوفان و ادیبان جانب‌دار فاشیسم را بشماریم -فهرستی که شامل ارنست یونگر، گوتفرید بن، مارتین هایدگر، کارل اشمیت، لویی فردینان سلین، پل دومان، ازرا پاوند، جیوانی جنتیله، فیلیپو مارینتی و. ب ییتس و ویندام لویس می‌شود- مثل آیسبرگی بزرگ می‌نماید. به علاوه، اکنون که توضیحات مارکسیستی که روی ریشه‌های اقتصادی فاشیسم تمرکز می‌کنند، شکست خورده‌اند؛ مسئله ریشه‌های فکری سیاست جناح راست افراطی باید به‌صورت جدی دوباره مطرح شوند. این پیوند تاریخی میان روشنفکران و راست افراطی، گفتمان سیاسی معاصر را در جنبه‌های گوناگونی شکل داده‌است. در طول دههٔ ۱۹۹۰، احزاب راست افراطی مانند حزب آزادی اتریش به رهبری یورگ هایدر و جبهه ملی ژان ماری لو پن، آرای بسیاری در میان اروپاییان به دست آوردند. احزاب سیاسی با تمایلات نژادگرایانه و بومی مشابهی نیز گام‌های بلندی در کشورهای اسکاندیناوی، بلژیک و برخی از کشورهای اروپای شرق برداشتند؛ این موضوع باعث شده تا مفسران در مورد اینکه روح فاشیسم در حال بازگشتی قریب است به فکر فروروند. به علاوه، در کنار این‌ها باید به خطرات یک تفکر سحرانگیز و شبح محو و گستردهٔ آن نیز توجه کرد: پست‌مدرنیسم.